# Palazzo Bolani Erizzo

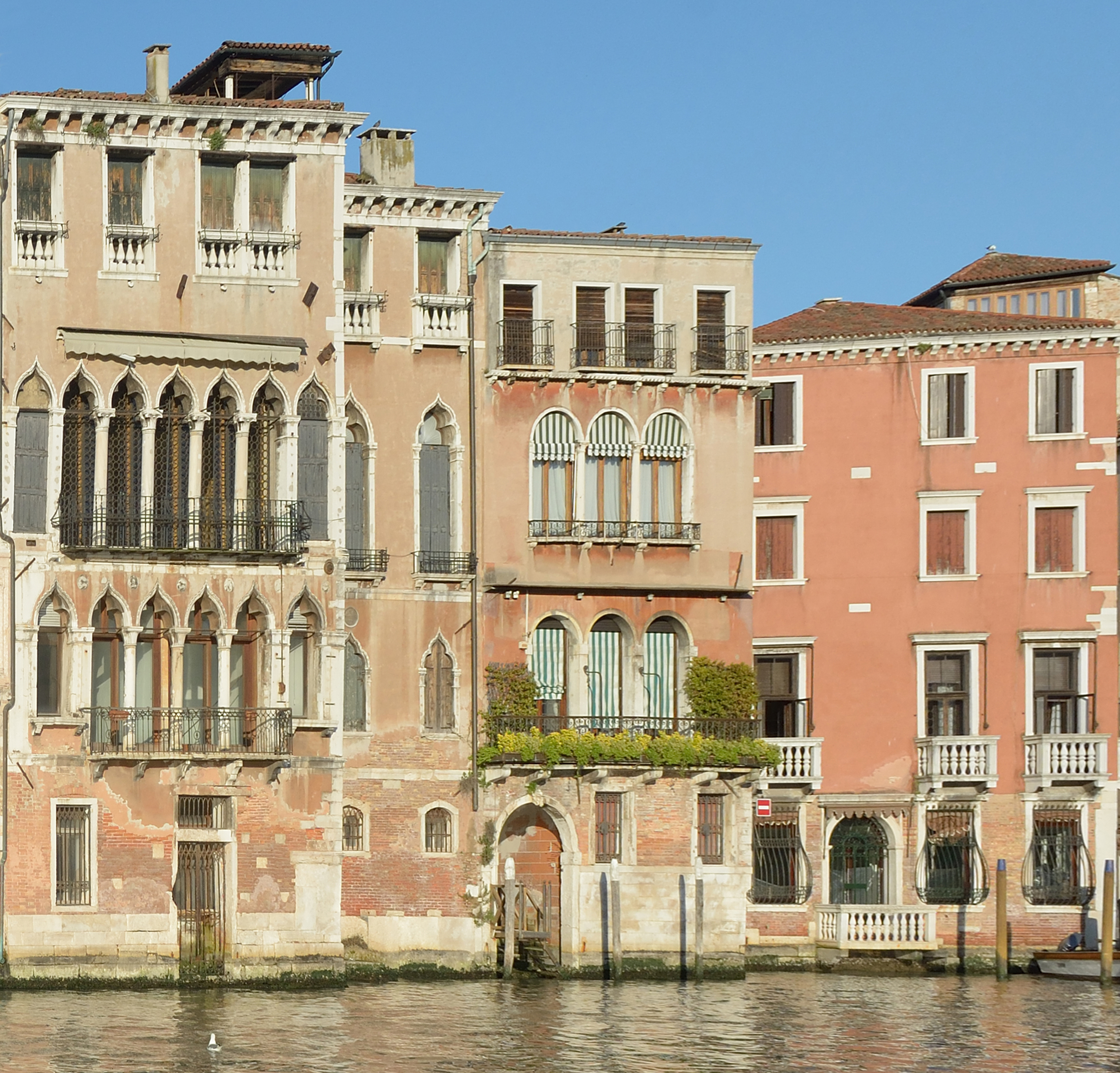
Palazzo Bolani Erizzo in der Mitte, links davon der Palazzetto Dolfin und der Palazzo Dolfin.

Palazzo Bolani Erizzo ist ein Palast in Venedig in der italienischen Region Venetien. Er liegt im Sestiere Cannaregio mit Blick auf den Canal Grande an der Einmündung des Rio San Giovanni Crisostomo neben dem Palazzetto Dolfin.

## Geschichte
Der Palast aus dem 13. Jahrhundert war im 16. Jahrhundert das Wohnhaus des Dichters Pietro Aretino. Anfang des 17. Jahrhunderts kaufte die Familie Levi das Anwesen.
Nach dem Ersten Weltkrieg wohnte dort der Bauingenieur Gino Vittorio Ravà, der die Ponte degli Scalzi baute und eine Restaurierungsmethode mithilfe von hydraulischen Winden erfand.
Im Zweiten Weltkrieg war der Palast kurze Zeit an den Dichter Filippo Tommaso Marinetti vermietet, der 1944 die Associazione futurista Cannaregio 5662 gründete.

## Beschreibung
Der vierstöckige Palast mit sehr schmaler Fassade zum Canal Grande hat in den beiden Hauptgeschossen nur jeweils ein Dreifachrundbogenfenster. Im ersten Obergeschoss ist ein Balkon davorgesetzt, im zweiten Obergeschoss finden sich nur kleine Fenstergitter.
Das Erdgeschoss hat auf der linken Seite die Rundbogenportal zum Wasser mit Schlussstein, an das sich rechts zwei kleine, rechteckige Fenster anschließen. Alle Rundbogenöffnungen und der untere Teil des Erdgeschosses zeigen Oberflächen aus istrischem Kalkstein.
Im dritten Obergeschoss gibt es vier rechteckige Fenster mit Balkon davor. Während die beiden mittleren einen gemeinsamen Balkon mit Eisengitter haben, sind die beiden äußeren Fenster jeweils mit einem eigenen Balkon versehen.

## Panorama aus einem Fenster des Palastes
Laut E. Fahy zeigt ein Ölgemälde von Francesco Guardi mit dem Titel Canal Grande e ponte di Rialto ein venezianisches Panorama, wie man es aus einem Fenster im ersten Obergeschoss dieses Palastes sehen kann.

## Bemerkungen
1. ↑  In einem Brief an Dante Alighieri gibt Aretino seinen neuen Wohnort an.
2. ↑  Heute ist es im Metropolitan Museum ausgestellt.